# جمهورية الدومينيكان الأولى
بدأت الجمهورية الأولى لجمهورية الدومينيكان في 27 فبراير 1844 بإعلان جمهورية الدومينيكان، وبلغت ذروتها في 18 مارس 1861 بضم البلاد إلى إسبانيا. خلال هذه السنوات الـ17 كانت الأمة غير مستقرة اقتصاديًا وسياسيًا بسبب الحرب السابقة ضد هايتي والصراعات الداخلية. كانت هناك 8 حكومات (3 منها مع بيدرو سانتانا و2 لبوينافينتورا بايز).

## الرؤساء
| بيدرو سانتانا | مانويل جيمنس | بيدرو سانتانا | بوينافينتورا بايز | بيدرو سانتانا | مانويل دي ريجال موتا | بوينافينتورا بايز | خوسيه ديسيديريو فالفيردي |
| ------------- | ------------ | ------------- | ----------------- | ------------- | -------------------- | ----------------- | ------------------------ |
| 1844          | 1848         | مايو 1849     | سبتمبر 1849       | 1853          | 1855                 | 1856              | 1857                     |
| بيدرو سانتانا |              |               |                   |               |                      |                   |                          |
| 1858-1861     |              |               |                   |               |                      |                   |                          |